# Entente urbaine de football de Lubumbashi
L’Entente urbaine de football de Lubumbashi (Euflu) est la ligue de football de haut niveau de la ville de Lubumbashi. Chaque année, des clubs de l’Eufmat sont relégués vers l’Euflu D2, et les promus montent en LIFKAT. Cette Ligue fait partie de la Fédération congolaise de football association (FECOFA),,,
En 2012, l’Euflu devient une 3e Division, à la suite de la création d’une 1re Division répartie en 3 groupes. En 2018, l’Euflu devient une 4e Division, à la suite de la création d’une 2e Division répartie en 3 groupes,.
En 2018, le TP Mazembe déclare que l'Écofoot Katumbi sera réléguée en EUFLU afin de disposer d'une bonne formation des jeunes.
Chez les dames, l'équipe du DCMP Lubumbashi est l'équipe dominante.

## Palmarès
- 1947 : TP Englebert

- 1956 : FC St-Éloi

- 1957 : FC St-Éloi

- 1958 : FC St-Éloi [13]

- 1959 : FC St-Éloi

- 1964 : FC Lubumbashi Sport

- 1965 : TP Englebert

- 1966 : TP Englebert

- 1968 : TP Englebert

- 1971 : TP Mazembe

- 1973 : TP Mazembe

- 1974 : FC Lubumbashi Sport

- 1975 : TP Mazembe

- 1976 : TP Mazembe

- 1977 : TP Mazembe
- 1978 : TP Mazembe
- 1984 : FC Lubumbashi Sport
- 1986 : TP Mazembe
- 1988 : TP Mazembe
- 1994 : FC Lubumbashi Sport ou TP Mazembe [14]
- 1995 : TP Mazembe
- 1997 : TP Mazembe
- 1999 : TP Mazembe [15]
- 2000 : TP Mazembe [16]
- 2002 : FC Saint Eloi Lupopo [17]
- 2003 : TP Mazembe [18]
- 2004 : TP Mazembe [19]
- 2009 : FC Saint Eloi Lupopo [20],[21]
- 2015 : AS New Soger[22]

N.B : FC Saint Eloi Lupopo a gagné plus de 25 titres de l’EUFLU,.